# Formula Renault 3.5 Series 2007
La stagione 2007 della Formula Renault 3.5 Series è stata la terza della competizione, una delle categorie facenti parte della World Series by Renault. È iniziata il 14 aprile ed è terminata il 28 ottobre dopo 9 weekend di corse, con 17 gare in tutto. Il titolo piloti è stato vinto dal portoghese Álvaro Parente, mentre quello riservato alle scuderie è andato alla Tech 1 Racing.

## Piloti e team
| Scuderia                   | Nº | Pilota               | Weekend di gare |
| -------------------------- | -- | -------------------- | --------------- |
| Interwetten.com            | 1  | Salvador Durán       | Tutti           |
| Interwetten.com            | 2  | Daniil Move          | Tutti           |
| International Draco Racing | 3  | Miloš Pavlović       | Tutti           |
| International Draco Racing | 4  | Álvaro Barba         | Tutti           |
| Red Devil Team Comtec      | 5  | Jaap van Lagen       | 1               |
| Red Devil Team Comtec      | 5  | Michael Herck        | 2-9             |
| Red Devil Team Comtec      | 6  | Alejandro Núñez      | Tutti           |
| Carlin Motorsport          | 7  | Michail Alëšin       | Tutti           |
| Carlin Motorsport          | 8  | Sebastian Vettel     | 1-4             |
| Carlin Motorsport          | 8  | Michael Ammermüller  | 5-7             |
| Carlin Motorsport          | 8  | Robert Wickens       | 8-9             |
| RC Motorsport              | 9  | Clivio Piccione      | Tutti           |
| RC Motorsport              | 10 | Marco Bonanomi       | Tutti           |
| Victory Engineering        | 11 | Giedo van der Garde  | Tutti           |
| Victory Engineering        | 12 | Charlie Kimball      | 1-7             |
| Victory Engineering        | 12 | Alberto Valerio      | 9               |
| KTR                        | 14 | Guillaume Moreau     | Tutti           |
| KTR                        | 15 | Bertrand Baguette    | Tutti           |
| Prema Powerteam            | 16 | Xavier Maassen       | Tutti           |
| Prema Powerteam            | 18 | Ben Hanley           | Tutti           |
| Cram Competition           | 19 | Fairuz Fauzy         | Tutti           |
| Cram Competition           | 20 | Pippa Mann           | Tutti           |
| Epsilon Euskadi            | 21 | Filipe Albuquerque   | Tutti           |
| Epsilon Euskadi            | 22 | Davide Valsecchi     | Tutti           |
| Pons Racing                | 23 | Miguel Molina        | Tutti           |
| Pons Racing                | 24 | Carlos Iaconelli     | Tutti           |
| EuroInternational          | 25 | Celso Míguez         | 1-3             |
| EuroInternational          | 25 | Jaap van Lagen       | 4-5             |
| EuroInternational          | 25 | Julian Theobald      | 6-9             |
| EuroInternational          | 26 | Alessandro Ciompi    | 1-7             |
| EuroInternational          | 26 | Johannes Theobald    | 8               |
| EuroInternational          | 26 | Giorgio Mondini      | 9               |
| GD Racing                  | 27 | Ricardo Risatti      | 1-5             |
| GD Racing                  | 27 | Luiz Razia           | 6-7             |
| GD Racing                  | 27 | Frédéric Vervisch    | 8-9             |
| GD Racing                  | 28 | Pasquale Di Sabatino | Tutti           |
| Fortec Motorsport          | 29 | James Walker         | Tutti           |
| Fortec Motorsport          | 30 | Richard Philippe     | 1, 3-5, 8-9     |
| Fortec Motorsport          | 30 | Yelmer Buurman       | 2, 6            |
| Fortec Motorsport          | 30 | Esteban Guerrieri    | 7               |
| Tech 1 Racing              | 31 | Julien Jousse        | Tutti           |
| Tech 1 Racing              | 32 | Álvaro Parente       | Tutti           |

## Risultati
| Gara | Gara | Circuito          | Data         | Vincitore          |
| ---- | ---- | ----------------- | ------------ | ------------------ |
| 1    | G1   | Monza             | 14 aprile    | Michail Alëšin     |
| 1    | G2   | Monza             | 15 aprile    | Salvador Durán     |
| 2    | G1   | Nürburgring       | 5 maggio     | Sebastian Vettel   |
| 2    | G2   | Nürburgring       | 6 maggio     | Davide Valsecchi   |
| 3    | 3    | Monaco            | 27 maggio    | Álvaro Parente     |
| 4    | G1   | Hungaroring       | 14 luglio    | Filipe Albuquerque |
| 4    | G2   | Hungaroring       | 15 luglio    | Alejandro Núñez    |
| 5    | G1   | Spa-Francorchamps | 18 agosto    | Álvaro Parente     |
| 5    | G2   | Spa-Francorchamps | 19 agosto    | Miloš Pavlović     |
| 6    | G1   | Donington Park    | 8 settembre  | Álvaro Barba       |
| 6    | G2   | Donington Park    | 9 settembre  | James Walker       |
| 7    | G1   | Magny-Cours       | 22 settembre | Ben Hanley         |
| 7    | G2   | Magny-Cours       | 23 settembre | Guillaume Moreau   |
| 8    | G1   | Estoril           | 20 ottobre   | Miguel Molina      |
| 8    | G2   | Estoril           | 21 ottobre   | Miloš Pavlović     |
| 9    | G1   | Barcellona        | 27 ottobre   | Miguel Molina      |
| 9    | G2   | Barcellona        | 28 ottobre   | Ben Hanley         |

## Classifiche

### Classifica piloti
| Pos | Pilota               | Punti |
| --- | -------------------- | ----- |
| 1   | Álvaro Parente       | 129   |
| 2   | Ben Hanley           | 102   |
| 3   | Miloš Pavlović       | 96    |
| 4   | Filipe Albuquerque   | 81    |
| 5   | Sebastian Vettel     | 74    |
| 6   | Giedo van der Garde  | 67    |
| 7   | Miguel Molina        | 66    |
| 8   | Salvador Durán       | 64    |
| 9   | Álvaro Barba         | 64    |
| 10  | Julien Jousse        | 62    |
| 11  | Fairuz Fauzy         | 51    |
| 12  | Michail Alëšin       | 44    |
| 13  | Marco Bonanomi       | 44    |
| 14  | Guillaume Moreau     | 43    |
| 15  | Clivio Piccione      | 42    |
| 16  | Davide Valsecchi     | 37    |
| 17  | Bertrand Baguette    | 34    |
| 18  | Alejandro Núñez      | 31    |
| 19  | James Walker         | 19    |
| 20  | Yelmer Buurman       | 15    |
| 21  | Carlos Iaconelli     | 13    |
| 22  | Michael Ammermüller  | 12    |
| 23  | Celso Míguez         | 10    |
| 24  | Charlie Kimball      | 7     |
| 25  | Robert Wickens       | 6     |
| 26  | Pasquale Di Sabatino | 2     |
| 27  | Pippa Mann           | 1     |

### Classifica scuderie
| Pos | Scuderia                   | Punti |
| --- | -------------------------- | ----- |
| 1   | Tech 1 Racing              | 191   |
| 2   | International Draco Racing | 160   |
| 3   | Carlin Motorsport          | 136   |
| 4   | Epsilon Euskadi            | 118   |
| 5   | Prema Powerteam            | 102   |
| 6   | RC Motorsport              | 86    |
| 7   | Pons Racing                | 79    |
| 8   | KTR                        | 77    |
| 9   | Victory Engineering        | 74    |
| 10  | Interwetten.com            | 64    |
| 11  | Cram Competition           | 52    |
| 12  | Fortec Motorsport          | 34    |
| 13  | Red Devil Team Comtec      | 31    |
| 14  | EuroInternational          | 10    |
| 15  | GD Racing                  | 2     |